# Andreas von Mersi
Andreas Dominicus Ritter von Mersi (auch Andreas Ritter von Mersi; * 20. Dezember 1779 in Innsbruck; † 16. April 1861 in Brixlegg) war ein Tiroler Mathematiker, Rechts- und Staatswissenschaftler.

## Leben
Mersi war Sohn des Johann Nepomuk Andreas Ritter von Mersi, der Vizekreishauptmann von Bruneck war. Mit ihm beteiligte er sich 1797 am Landsturm gegen die in Tirol einmarschierten Franzosen. Er absolvierte sein Studium an der Universität Innsbruck. An dieser wurde er 1799 Vertreter für Elementarmathematik und Physik an der philosophischen Fakultät, 1800 erhielt er diese Professur. Mersi führte den Titel eines Dr. phil. und eines Dr. iur. 1806 wechselte er an die Juristische Fakultät. Dort wurde er ordentlicher Professor der politischen Wissenschaft und Statistik.
Mersi wurde 1809, als die Österreicher am 14. April nach Innsbruck vorrückten, zum Hauptmann einer Studentenkompanie gewählt, die allerdings nicht zum Einsatz kam. Zunächst wurde er in Innsbruck bei der Neuorganisation der Innsbrucker Hochschule zum Professor der Mathematik ernannt. Durch die bayerische Regierung wurde er 1810 als Gymnasialprofessor der Mathematik an das Gymnasium Neuburg an der Donau versetzt. 1814 kehrte er nach Innsbruck zurück und wurde Professor am Innsbrucker Gymnasium. 1815 bekam er am hochschulischen Lyzeum den Lehrstuhl der Physik und Pädagogik, 1816 an der Juristischen Fakultät den der politischen Wissenschaften, Gesetzeskunde und Statistik. 1819 wurde ihm außerdem das Bücherrevisionsamt übertragen, 1822 der Titel kaiserlicher Rat verliehen. Er stand der Juristischen Fakultät zeitweise als Dekan und 1829/1830 sowie 1839/1840 der Hochschule als Rektor vor. Zum Jahr 1842 wurde er in den Ruhestand versetzt.
Mersi war von 1814 bis 1829 Redakteur des Bothen für Tirol und Vorarlberg und von 1825 bis 1834 der von ihm mitgegründete Beiträge zur Geschichte, Statistik, Naturkunde und Kunst von Tirol und Vorarlberg. Sie erschien ab 1835 als Neue Zeitschrift des Ferdinandeums für Tirol und Vorarlberg. Außerdem war er am Aufbau des Tiroler Landesmuseums Ferdinandeum beteiligt. Er baute das Archiv des Museums aus und ordnete es.

## Schriften (Auswahl)
- Biographische Skizze des Joseph Stapf, königl. baierischen Rathes und Professors an der Universität zu Innsbruck. In: Neue Zeitschrift des Ferdinandeums für Tirol und Vorarlberg, Band 7, 1841, S. 1–42 (zobodat.at [PDF; 13,8 MB]).